# Benson (Caroline du Nord)
Pour les articles homonymes, voir Benson.
Benson est une ville américaine située dans le comté de Johnston
en Caroline du Nord. En 2013, sa population était de 3 484 habitants.

## Démographie
| 1890 | 1900 | 1910 | 1920  | 1930  | 1940  |
| ---- | ---- | ---- | ----- | ----- | ----- |
| 191  | 384  | 800  | 1 123 | 1 522 | 1 837 |

| 1950  | 1960  | 1970  | 1980  | 1990  | 2000  |
| ----- | ----- | ----- | ----- | ----- | ----- |
| 2 102 | 2 355 | 2 267 | 2 792 | 2 810 | 2 923 |

| 2010  | - | - | - | - | - |
| ----- | - | - | - | - | - |
| 3 311 | - | - | - | - | - |

## Traduction
- (en) Cet article est partiellement ou en totalité issu de l’article de Wikipédia en anglais intitulé « Benson, North Carolina » (voir la liste des auteurs).